# 岐阜市民会館
岐阜市民会館（ぎふしみんかいかん、Gifu Civic Auditorium）は、岐阜県岐阜市にある文化普及支援施設である。芸術文化全体における普及や活動を「大ホール」、「展示ギャラリー」を中心に支援する。

## 概要
岐阜市公会堂の跡地に、坂倉準三建築研究所の設計、大林組の施工で、1967年（昭和42年）に開館した。建築業協会賞（BCS賞）を受賞。
金華橋通り沿いにあり、外観は1階部分全面ガラス張り、上部は円筒を斜めに切った様なフォルムが特徴的な建物である。内観は螺旋階段が特徴的、円筒部分は大ホールとなっていて音響的には不利だが特殊パネルを使用して残響を軽減している。
2013年（平成25年）の耐震補強工事で、開館当初のデザインは失われている。
管理・運営は指定管理者として一般財団法人岐阜市公共ホール管理財団が行っている。
2022年にDOCOMOMO JAPAN選定 日本におけるモダン・ムーブメントの建築に認定されている。
2025年4月1日から岐阜信用金庫がネーミングライツを取得し、愛称が「ぎふしんフォーラム」となった。

## 施設概要

### 大ホール
音楽、演劇、舞踊、映画などに対応でき、コンベンション会場としても利用可能なイベントホール。優良ホール100選選出。
- 収容人数
  - 1階：987人
  - 2階：514人

### 展示ギャラリー
展示ワイヤー、スポットライトなどを展示用機器を備えた展示スペース。絵画、書道、写真などの展示が可能。

### その他
- 大集会室
- 第1・2・3集会室

など

### 駐車場
西側駐車場：22台、地下駐車場：29台、身障者駐車場：3台、駐輪場：30台。

## アクセス
岐阜バス
- 「市民会館裁判所前」バス停下車（金華橋通り）。
- 「鶯谷高校口」バス停下車（長良橋通り）、西へ徒歩で約5分。